# Batalla de Ibarra (1823)
La Batalla de Ibarra o Batalla de la Ribera de Tahuando fue un enfrentamiento ocurrido el 17 de julio de 1823 entre tropas independentistas lideradas por Simón Bolívar y tropas realistas lideradas por Agustín Agualongo.
Esta batalla es la única acción militar dirigida personalmente por Bolívar en territorio ecuatoriano y la última acción de armas de la independencia que se llevó a cabo en Ecuador, en ese entonces Real Audiencia de Quito.

## Antecedentes

### Rebelión
El coronel Agualongo, comandante realista de Pasto, aprovechando el descanso de Bolívar en la hacienda El Garzal, cerca de Babahoyo (provincia de Los Ríos), se sublevó el 12 de junio de 1823. Bolívar, al enterarse de la victoria del monárquico sobre el coronel Juan José Flores, se pone en marcha para acabar con la rebelión. Los pastusos se habían hecho con la ciudad de San Juan de Pasto, nombrando al teniente coronel Estanislao Merchán Cano como gobernador y al coronel Agualongo como comandante general. Las comunicaciones entre Santafé de Bogotá y Quito quedaron inmediatamente cortadas. Tres días después, las noticias llegaron a Popayán, donde las autoridades se prepararon para defender la ciudad de un ataque o avanzar sobre Pasto, reclutando hombres y caballos en Patía y el valle del Cauca y pidiendo refuerzos y armamento en Santiago de Cali. El 20 de junio, un centenar de pastusos reclutados a la fuerza se amotinaron en un bergantín que estaba anclado en Tumaco y debía llevarlos al Callao, estaban desarmados e intentaron escapar a los alrededores pero fueron cazados y exterminados por el jefe militar local.
Finalmente, considerando débiles las defensas de Quito, Agualongo decidió avanzar sobre ella. Al parecer, tanto él como sus lugartenientes creían que Bolívar, sus principales generales y la mayoría de sus soldados ya se habían embarcado al Perú. Durante su avance hacia el sur, el 20 de junio, los monárquicos avanzaron y escribieron un oficio al cabildo de Otavalo para conseguir su apoyo, temerosos que encontrarían resistencia en Ibarra, pues la villa era conocida por ser un centro patriota. Además, se rumoreaba que Quito se declararía por el rey al saberse de la derrota republicana en Pasto, que Cartago se había sublevado contra la República y que el brigadier Sebastián de la Calzada había llegado a Popayán con 2000 hombres el día de San Juan.

### Preparativos
El 17 de junio las noticias de la rebelión llegaron a Quito y de inmediato se preparó su sofocamiento. El plan era establecer contacto por mar con el gobernador de Cauca para que atacara por Juanumbú a Pasto mientras el ejército principal avanzaba desde el sur. Al mismo tiempo, el Libertador había publicado una proclama en Quito animando a los locales a defender su ciudad, consiguió que se presentaran voluntariamente milicianos y la población financiara el esfuerzo bélico. También se ordenó traer desde Guayaquil a 400 veteranos y 1600 a 1700 fusiles para armar a las milicias.
El 12 de julio Agualongo avanzaba sobre Ibarra, ocupándola sin resistencia con una fuerza de campesinos indisciplinados y mal armados. Durante su marcha, Agualongo reclutó hombres en Túquerres e Ipiales, tenía los fusiles tomados a Flores para armarlos. El caudillo pastuso permaneció en la villa de Ibarra entrenando a sus hombres y recogiendo vituallas.
Inicialmente, a finales de junio, el general Salom quería marchar sobre Pasto con sus propias fuerzas, 250 a 350 veteranos y otros tantos reclutas, pero recibió órdenes de retirada «con el fin de hacer avanzar a los pastusos y aplastarlos a campo abierto y lo más lejos posible de su territorio». En efecto, los rebeldes habían salido de su comarca, conocida por su clima y topografía hostil para todo ejército invasor y perfecta para las emboscadas y guerrillas. La razón de su actitud defensiva está sintetizada en una carta:

Los pastusos entre sus montañas y torrentes nos van a dar que hacer lo mismo que al principio, como Usted lo experimentó en la última campaña. Desde luego nos cortarán las comunicaciones con Bogotá, y hasta dentro de dos meses no sabré la resolución del congreso sobre mi marcha al Perú. Además, la campaña de Pasto debe prolongarse, porque sin menos de mil hombres de muy buena tropa no es posible tomar aquel país.
 Usted sabe que no los tenemos ahora sin sacarlos de Guayaquil... Por Barbacoas y Esmeraldas los rebeldes nos llaman la atención y debemos exterminarlos antes de que haya un mal suceso en el Perú; esto lo aconseja la prudencia, pero ni por eso es tan fácil ejecutarlo como dice, como la experiencia lo ha demostrado siempre en tales casos. Todo esto quiere decir que yo me voy para Quito a dar impulso a las operaciones y a tratar de levantar tropas contra Pasto.

Finalmente, desde Guayaquil venía el coronel Diego Ibarra con una columna del batallón Vargas de la Guardia (comandante Antonio Payares), el escuadrón Granaderos de Colombia (capitán Sandoval), 100 veteranos de diferentes cuerpos dados de alta en los hospitales, fusiles y municiones. El 27 de junio Bolívar entró en Quito y el 6 de julio salió a Otavalo, donde llega dos días más tarde, ahí permanece por tres jornadas para reunir sus fuerzas. El 28 de junio empezó a enviar contingentes hacia el norte. El 11 de julio estaba en Guayllabamba, que se convierte en el centro de operaciones de la campaña. Tras días de marchas forzadas llega a San Pablo el 16 de julio.

## Fuerzas enfrentadas

### Patriotas
El ejército republicano se componía de los batallones de infantería Rifles de Bomboná, Rehincha, Yaguachi, Vargas y el escuadrón de caballería Guías del Alto Apure; un tercio eran veteranos. Bolívar decidió dividir su ejército en tres columnas: la primera con el escuadrón Guías (Martínez y Herrán) y el batallón Yaguachi (Arévalo) bajo las órdenes del general Bartolomé Salom; la segunda con el escuadrón Granaderos (Paredes, Sandoval y Camacaro) y el batallón Vargas (Payares y Farfán) y dirigida por el brigadier venezolano José de Jesús Barreto; y la tercera con el batallón Quito (Chiriboga e Izquierdo), una compañía de zapadores y piezas de artillería a las órdenes del coronel Hermógenes Maza. Los oficiales veteranos Manuel Zambrano y Pedro Montufar quedaron a cargo de los milicianos quiteños; sabedores de la habilidad de los pastusos con las armas blancas, formaron un cuerpo de 136 hombres a las órdenes del teniente Borrero, casi todos reclutados entre el gremio de cuchilleros. Además, poseían dos a cuatro cañones.
El parte oficial de la batalla, escrito por el teniente coronel y secretario de Bolívar, Carlos Eloy Demarquet, estima «Luego que S. E. [Bolívar] consiguió reunir toda la fuerza, que no pasaba de 1500 hombres, de los cuales 350 eran veteranos, inclusive la caballería». También menciona que el general Salom aportó 600 de esos hombres, la mitad veteranos y el resto milicianos. Estos números son repetidos en otra carta. La mayoría de los historiadores lo han usado como base para sus estimaciones, aunque no hay unanimidad. El chileno Francisco Antonio Encina, el venezolano Vicente Lecuna, el estadounidense Michael Clodfelter, los colombianos José Manuel Restrepo, Carlos Benedetti y Polanco y José Manuel Groot o los ecuatorianos Pedro Fermín Cevallos y Alfonso María Borrero repiten esos números.
En cambio, el colombiano Antonio Cacua Prada habla de 1800 y el español Salvador de Madariaga, el colombiano Nicolás González Chaves y el ecuatoriano Ezequiel Márquez Tapia de 2000 efectivos. Al parecer, están influenciados por una carta anterior de Demarquet, donde afirma «La fuerza que obrará contra Pasto no bajará de 2000 hombres», incluyendo dos pequeños escuadrones y 400 veteranos de los batallones Yaguachi y Vargas. También escribe que creían que Salom solamente podría aportar 500 soldados, la mitad veteranos. El colombiano Edgar Bastidas Urresty da la cifra más alta: 3000 combatientes.

### Realistas
La mayoría de los rebeldes eran pastusos y en menor medida patianos, estimándose hasta en 2000 los que sumaron a la rebelión, aunque no todos participaron de la batalla. Por ejemplo, Cacua Prada, basado en Encina, afirma que: «Con esta victoria, los cabecillas Estanislao Merchancano y Agustín Agualongo, lograron reunir alrededor de 2000 hombres», pero después, sobre la batalla, dice: «Más de mil quinientos hombres logró juntar [Agualongo], aunque mal armados. Solo con los 500 fusiles que le incautó al coronel Juan José Flórez en el combate de Catambuco, el jueves 12 de junio de 1823». Del mismo modo, el venezolano Lecuna inicialmente aceptó la cifra: «Los jefes Estanislao Merchancano y Agustín Agualongo, a la voz de Dios y del Rey, reunieron 2000 hombres, la mitad mal armados». Sin embargo, posteriormente reduce las cifras, lo que da a entender que participaron de la batalla sólo 1400 o 1500.
El parte oficial de Demarquet también menciona: «capitaneados por los pérfidos Agualongo y Merchancano, aumentaron su fuerza hasta mil y quinientos hombres, una gran parte de ellos con fusiles y los demás con armas blancas de diversas clases». Esta estimación ha sido aceptada por muchos autores a lo largo de la historia. El colombiano Carlos Gómez Botero se desvía ligeramente al calcularlos en 1500 infantes y 100 jinetes.
En cambio, en el siglo XIX algunos autores dieron cifras más bajas, de 1200 pastusos, 800 de ellos con fusiles y algunos con caballos. Parecen estar basados en una carta de Demarquet: «US. verá que los pastusos en número de 1200 hombres marchan con dirección á esta capital, y con esperanza de invadirla». Destaca José María Obando, quien creía que Agualongo no se había llevado más de 1000 hombres en su campaña. Los más alcistas estiman en 2000 los rebeldes monárquicos en la batalla.

## Batalla
A las 6:00 horas del día 17, Bolívar salió de San Pablo y por la vía del Abra y Cochicaranqui avanzó con la intención de sorprender a los pastusos. Estos sólo tenían avanzadillas vigilando la ruta y sus centinelas en la hacienda Yacucalle son los primeros en ser lanceados. La infantería y artillería patriotas marchan a ambos lados del camino y la caballería en medio. El Libertador iba en la vanguardia con sus ayudantes de campo y ocho guardias del Guías.
Entre tanto, los pastusos, más preocupados de conseguir botín en las cercanías, apenas tenían vigías y fueron tomados por sorpresa. Al principio creyeron que se trataba de una avanzadilla, pero cuando se dieron cuenta de que era el grueso del ejército enemigo decidieron enfrentarlo y se formaron en la margen derecha del río Tahuando.
A las 14:00, en un caluroso día de verano, corría un viento que levantaba mucho polvo sobre la villa. Bolívar decidió no intentar asaltar la ciudad, sino que rodearla. Los jinetes del centro lideraron la carga, cuyo peso se centró en el norte del pueblo. El ejército enemigo se desordenó y muchos realistas fueron muertos en las calles de Ibarra. De este modo, el Libertador estaba acorralándolos en las estrechas calles del pueblo gracias a su numerosa caballería y el mejor armamento de su infantería. Al notar el asalto simultáneo de la caballería y la infantería, Agualongo ordenó retirarse al otro lado del río Tahuando, posición más defendible por su terreno escarpado y estrecho. Sin embargo, Bolívar no se lo permitió y siguió con sus ataques. El ejército realista se desbandó tres veces pero en cada una consiguió rehacerse.
Finalmente, los pastusos se llegaron al alto de Alaburo, pero fueron masacrados por las lanzas de los escuadrones Granaderos y Guías, que destacaron en aquella jornada. Los jinetes llaneros buscaban venganza tras la humillación de Bomboná y la villa de Ibarra, frente a una gran llanura era el terreno perfecto para ellos; los pastusos habían caído en una trampa al instalarse en dicha localidad. Incluso Bolívar, con sable en mano, dirigió el asalto del farellón ocupado por los monárquicos.
La batalla duró tres horas y se caracterizó por el uso mayoritario de armas blancas. Después de la victoria, Bolívar envió a la caballería del brigadier Barreto a perseguir a cualquier realista que intentaba huir. Los persiguió un largo trecho y muy pocos lograron escapar. Los pocos sobrevivientes acompañaron a Agualongo por el camino de Olivo y Aloburo hasta cruzar el río Chota, quedando a salvo de la caballería republicana. Bolívar, furioso porque los pastusos no habían respetado la paz que les había ofrecido, ordenó no tener piedad con ningún enemigo capturado.
Bolívar dirigió a sus tropas en la hacienda La Victoria, en la otra orilla del río Tahuando, donde estaba una piedra llamada Chapetona. Después de su victoria, el Libertador se dio el tiempo de visitar la cercana laguna de Cuicocha.

## Consecuencias

### Bajas
Las bajas de los vencedores fueron de apenas 13 muertos y 8 heridos. En cambio, los vencidos fueron aniquilados, dejando en el campo 800 cadáveres, aunque algunos estudiosos los reducen a 600. Obando menciona que sólo 200 pastusos consiguieron cruzar de vuelta el río Guáitara. Lecuna dice que las bajas la cifra más certera son 550 muertos y 120 heridos. Como indica la enorme desproporción de muertos entre cada bando, «lo de Ibarra no fue solo una celada, sino una auténtica masacre con visos de etnocidio» en palabras del sociólogo colombiano Jairo Gutiérrez Ramos.
Los cuerpos de los vencidos, según el escritor José Nicolás Hidalgo, fueron llevados a la plaza de Santo Domingo donde formaron un gran montón, les rociaron con aguarrás y les echaron trapos y paja encima y los quemaron; los que quedaron en el campo fueron carroña para perros y cuervos. También se menciona que los pastusos heridos fueron ejecutados sumariamente por negarse a rendirse. Restrepo menciona que también perdieron todo su armamento, municiones y el botín conseguido al saquear el valle de Ibarra.

### Análisis
La victoria impidió a Agualongo tomar Quito y permitió a Colombia, ya debilitada por conflictos internos, concentrarse en apoyar la independencia peruana. Se ha especulado que si Agualongo hubiera triunfado en Ibarra el Libertador habría tenido que retroceder hasta Quito y quizás no podría defenderla. En tal caso, los monárquicos la habrían tomado y las fuerzas republicanas no les quedaría más opción que refugiarse en Riobamba a la espera de refuerzos para levantar un nuevo ejército con el que aplastar a los pastusos. Eso hubiera tomado meses, tiempo en que la consolidación de Colombia y la independencia de Perú estarían en pausa. El combate también guarda especial importancia por ser la única dirigida personalmente por Bolívar en territorio ecuatoriano.

### Represión
Después de la victoria Bolívar dio órdenes a Salom de pacificar Pasto sin contemplaciones de ningún tipo, lo que el general hizo en los dos meses siguientes: «así los jefes patriotas que intervinieron en las crueles campañas llevadas al cabo contra aquella Vendée colombiana, hasta el punto de haber violado cínicamente compromisos solemnemente adquiridos».

Pasto es la puerta del sur, y si no la tenemos expedita, estamos siempre cortados, por consiguiente es de necesidad que no haya un solo enemigo nuestro en esa garganta. Las mujeres mismas son peligrosísimas. Lo peor de todo, es que cinco pueblos de los pastusos son igualmente enemigos, y algunos de los de Patía también lo son. Quiere decir esto, que tenemos un cuerpo de más de 3000 almas contra nosotros, pero una alma de acero que no plega por nada. Desde la conquista acá, ningún pueblo se ha mostrado más tenaz que ese. Acuérdese usted de lo que dije de la capitulación de Pasto, porque desde entonces conocía la importancia de ganar esos malvados. Ya está visto que no se pueden ganar, y por lo mismo es preciso destruirlos hasta en sus elementos.

Sin embargo, el 18 de agosto Agualongo volvió a concentrar suficientes guerrilleros alrededor de San Juan como para asediar a la guarnición republicana, la que tuvo que abandonarla cinco días después. Salom fue reemplazado por el general José Mires al mando de las fuerzas. El 13 de septiembre Flores venció a Agualongo y reconquista Pasto y el 13 de octubre Salom vence al coronel realista en Catambuco. En noviembre, el vicepresidente Francisco de Paula Santander intenta negociar la paz con los realistas pero estos se negaron. Agualongo continuó con sus actividades y durante el 6 y 7 de febrero de 1824 reconquistó Pasto en un ataque sorpresa. Sin embargo, Flores recuperó la urbe tres días después y fusiló a los doscientos realistas que capturó. El 24 de junio Agualongo fue capturado en El Castigo y fusilado el 13 de julio en Popayán.